# 格拉茲通 (堪薩斯州)
格拉茲通（英語：Gladstone）是位於美國堪薩斯州羅林斯縣的一個鬼鎮。

## 歷史
格拉茲通的郵政局於1885年設立，直到1903年結束營運。

## 地理
格拉茲通所處的海拔為高於海平面1002米（即3287英呎），而該地所採用的時區為UTC-6，即北美中部時區（CST）。同時該地設有夏令時間，為UTC-6調快一小時，即UTC-5（CDT）。